# زبان اشاره مقدونیه‌ای
زبان اشاره مقدونیه‌ای زبان اشاره‌ای است که توسط ناشنوایان و کم شنوایان در مقدونیه شمالی استفاده می‌شود.